# Bretignolles-sur-Mer
Bretignolles-sur-Mer is een gemeente in het Franse departement Vendée (regio Pays de la Loire) en telt 3182 inwoners (2004). De plaats maakt deel uit van het arrondissement Les Sables-d'Olonne.

## Geografie
De oppervlakte van Bretignolles-sur-Mer bedraagt 27,4 km², de bevolkingsdichtheid is 116,1 inwoners per km².

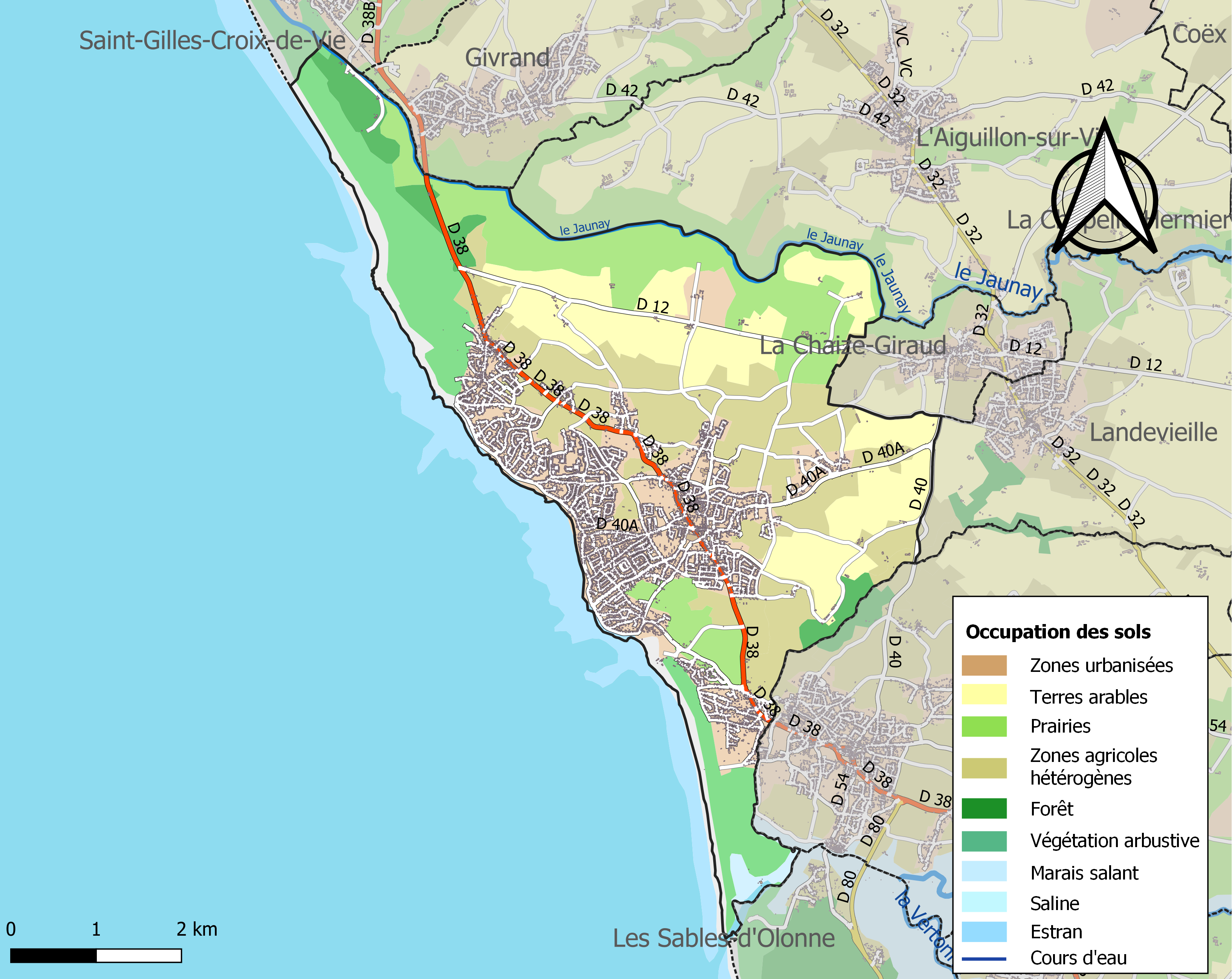
Kaart van de gemeente met de belangrijkste infrastructuur, bodemgebruik en omliggende gemeenten

## Demografie
Onderstaande figuur toont het verloop van het inwonertal (bron: INSEE-tellingen).